# Садовников, Григорий Данилович
Григорий Данилович Садовников (23 апреля 1912 года, село Чувашское Черепаново, Тетюшский уезд, Казанская губерния, Российская империя — 22 июля 1987 года, село Новая Ильинка, Ачинский район, Красноярский край) — советский военнослужащий, участник Великой Отечественной войны, полный кавалер ордена Славы.

## Биография
Родился 23 апреля 1912 года в крестьянской семье в селе Чувашское Черепаново Тетюшского уезда Казанской губернии (сегодня — Тетюшский район Республики Татарстан). В 1940 году окончил Ульяновское педагогическое училище по специальности «физик-математик», после чего преподавал в школе до призыва на фронт в сентябре 1941 года. Окончил Харьковское пехотное училище. За проявленный героизм при освобождении Клина был награждён орденом Красной Звезды и был досрочно принят в КПСС.
В дальнейшем воевал в составе 2-го Прибалтийского и 3-го Белорусского фронтов. В звании старшего сержанта командовал сапёрным батальоном. В ночь с 25 на 26 марта 1944 года командовал строительством понтонного моста через реку Великую. За эту операцию был награждён Орденом Славы III степени. Летом 1944 года сапёрный батальон под командованием Григория Садовникова получил задание построить понтонный мост через реку Айвиексте в районе населённого пункта Плявиняс. Получив задание наладить связь с противоположным берегом, Григорий Садовников, зажав зубами телефонный кабель поплыл через реку. За успешное выполнение этого приказа был награждён орденом Славы II степени. 21 марта 1945 года участвовал во взятии Хайлигенбайля (сегодня — город Мамоново Калининградской области). В течение трёх дней его взвод разминировал пути для наступающих войск, а потом во время штурма захватил два дома в пригородном районе города. Во время этого сражения получил ранение. За участие во взятии Кенигсберга был награждён Орденом Славы I степени.
В 1945 году был демобилизован. Проживал в Тюмени, потом переехал в село Новая Ильинска Ачинского района, где работал бригадиром слесарей в местном колхозе «Ястребовский».

## Награды
- Орден Славы (трижды: III степени (29.02.1944), II степени (20.08.1944), I степени (29.05.1945)
- Орден Красной Звезды (дважды)
- Орден Отечественной войны I степени.